# Thomas Garway
Thomas Garway (senare skrivet Garraway) var en av Londons första tehandlare. Hans 1659 öppnade fyra våningars coffee-house på Exchange Alley förblev ett populärt ställe att handla och dricka te på tills huset revs 1873. Garways minne lever dock till största delen på grund av det reklamblad, (An Exact Description of the Grovvth, Quality and Vertues of the leaf TEA), han författade (antagligen 1660) i vilket han först ger en kort introduktion till den då nya, och mycket exklusiva, drycken, och sedan lämnar en lista på de många olika positiva hälsoeffekter tedrickande för med sig.